# Масфьорден
Масфьорден (норв. Masfjorden) — коммуна в губернии Хордаланн в Норвегии. Административный центр коммуны — город Масфьорднес. Официальный язык коммуны — нюнорск. Население коммуны на 2007 год составляло 1646 чел. Площадь коммуны Масфьорден — 556,5 км², код-идентификатор — 1266.

## История населения коммуны
Население коммуны за последние 60 лет.

Статистика коммуны Масфьорден